# 橫濱體育館
橫濱體育館（日语：／ Yokohama Arina，英語：Yokohama Arena）另譯橫濱競技場，於1989年4月1日開幕，位於日本神奈川县横滨市港北區新横滨，為日本著名的多用途運動場館。由株式會社横滨競技場營運管理（1986年成立，現在隸屬於西武集團旗下）。略稱為（Yoko-Ari）。設計和施工者是竹中工務店。

## 概要
中央舞台區最大8,000平方公尺，最大收容人數為17,000人，可供演奏會、運動會、企業活動使用。

## 交通方式
- JR東日本橫濱線，JR東海東海道新幹線新橫濱站下車徒步5分鐘。

## 外部連結
- （日語） 橫濱體育館 （页面存档备份，存于）